# Etiopien i olympiska sommarspelen 1992
Etiopien deltog i de olympiska sommarspelen 1992 med en trupp som totalt kammade hem tre medaljer.

## Friidrott
Herrarnas 5 000 meter
- Fita Bayisa
  - Heat — 13:31,24
  - Final — 13:13,03 (→  Brons)

- Worku Bikila
  - Heat — 13:32,93
  - Final — 13:23,52 (→ 6:e plats)

- Addis Abebe
  - Heat — 13:40,76 (→ gick inte vidare)

Herrarnas 10 000 meter
- Addis Abebe
  - Heat — 28:15,76
  - Final — 28:00,07 (→  Brons)

- Fita Bayisa
  - Heat — 28:23,55
  - Final — 28:27,68 (→ 9:e plats)

Herrarnas maraton
- Tena Megere — 2:17,07 (→ 23:e plats)
- Zerehune Gitaw — 2:28,25 (→ 61:a plats)
- Abebe Mekonnen — fullföljde inte (→ ingen placering)

Herrarnas 20 kilometer gång
- Shemisu Hasen — 1:32:39 (→ 25th place)

Damernas 800 meter
- Zewdie Hailemariam
  - Heat — 2:03,85 (→ gick inte vidare)

Damernas 10 000 meter
- Derartu Tulu
  - Heat — 31:55,67
  - Final — 31:06,02 (→  Guld)

- Moreda Tigist
  - Heat — 32:14,42
  - Final — 34:05,56 (→ 18:e plats)

- Luchia Yeshak
  - Kval — 34:12,16 (→ gick inte vidare)

Damernas maraton
- Addis Gezahegu — 2:58,27 (→ 30:e plats)